# Balbianiaceae
Balbianiaceae R.G. Sheath & K.M. Müller, 1999 é o nome botânico de uma família de algas vermelhas pluricelulares da ordem Balbianales.

## Gêneros
- Balbiania, Rhododraparnaldia